# Myoxocephalus thompsonii
Myoxocephalus thompsonii (лат.) — вид пресноводных рыб рода керчаков. Эндемик Северной Америки, в основном обитает в водоёмах Канады, а также в принадлежащих США водах Великих озёр. Хотя Международный союз охраны природы относит вид к вызывающим наименьшие опасения, он включается в число вымирающих в Канаде и в штате Нью-Йорк.

## Систематика
Рыба описана в 1851 году Ш. Ф. Жираром по костям экземпляра, выловленного в озере Онтарио как Triglopsis thompsonii, и получила видовое имя в честь священника-натуралиста З. Томпсона из Берлингтона. Родовое имя Triglopsis сохранялось за рогаткой из Великих озёр в многочисленных источниках вплоть до 1950-х годов. В 1955 году в обзоре рыб западноамериканской и восточноазиатской Арктики, выполненном для Американского музея естественной истории, В. Уолтерс уже описал данный вид как Myoxocephalus thompsonii на основании сравнения его морфологических характеристик с четырёхрогим керчаком (Myoxocephalus quadricornis) — обитателем северных морей и приполярных озёр. Часть исследователей в 1960—1970-е годы соглашалась с выводами Уолтерса о том, что эти две рыбы — близкородственные, но всё же разные виды, в том числе высказывалась гипотеза, согласно которой M. quadricornis — это «родительский» вид, из которого эволюционировал M. thompsonii. Согласно другой точке зрения, в те же десятилетия завоевавшей ряд сторонников, эти две рыбы слишком близки, чтобы рассматриваться как отдельные виды. В рамках этой позиции более южная рыба описывалась как подвид Myoxocephalus quadricornis thompsonii. После обнаружения пресноводного керчака в озере Аппер-Уотертон в Альберте эта точка зрения стала пользоваться большей популярностью, хотя альтернативная позиция всё ещё высказывалась. Подтверждали её и ранние исследования митохондриальной ДНК, выполненные в начале XXI века, однако более поздние генетические исследования, напротив, указывают на статус M. thompsonii как отдельного вида, отличного не только от морского четырёхрогого керчака, но и от его пресноводных популяций, обитающих на севере Канады.

## Внешний вид
Тело вытянутое, в длину в среднем достигает 51-76 мм при максимальной зафиксированной длине 235 мм. Тело приплюснутое, расширяющееся в передней части. Максимальной ширины достигает у верхнего предкрышечного шипа, у спинного плавника ширина тела равна его высоте, а к хвостовому стеблю тело максимально утончается. Голова крупная, плоская, с тупым рылом, глаза расположены наверху. Рот большой, с мелкими зубами на верхней и нижней челюстях, нёбе, сошнике и языке. Имеются 4 предкрышечных шипа — 2 верхних более крупные, обращённые назад, а 2 нижних меньше по размерам и обращённые вниз. Верхние шипы настолько близки друг к другу, что из визуально могут принимать за один. В отличие от четырёхрогого керчака, лобовые и теменные шипы отсутствуют — ключевая черта при различении видов.
Обычно насчитывается 40 позвонков. Имеются 2 спинных плавника — небольшой передний с 7—10 шипами и больший задний с длинным основанием и 11—16 мягкими лучами. Задний спинной плавник может быть ещё сильнее увеличен у самцов. Грудные плавники большие, с 15—18 лучами. Брюшные плавники редуцированные, с 1 шипом и 3 (редко 4) мягкими лучами. У анального плавника длинное основание и 11—16 лучей. Хвостовой плавник квадратный или усечённый.
Общая окраска от тёмно-серой до бурой, более тёмная на спине и постепенно светлеющая на боках и к животу. На спине несколько ещё более тёмных полос-«сёдел», бока слегка рябые. На грудных плавниках по три размытых тёмных полосы, на брюшных плавниках светлые отметины, на анальном и заднем — бледные пятна. Настоящая чешуя отсутствует, выше боковой линии вдоль всей длины тела имеются дисковидные бугорки, обычно менее 30 в общей сложности, наличие которых помогает отличить Myoxocephalus thompsonii от рыб рода подкаменщиков.

## Образ жизни
Проводит жизнь в холодных придонных слоях пресноводных озёр. Предпочитает температуры ниже 5 °C (хотя встречается при температурах до 13,2 °C) и высокое содержание растворённого кислорода. На юге ареала обитает только в глубоких озёрах (на глубинах более 50 м либо, в более мелких озёрах, на расстоянии не более чем 20 % водной толщи от дна), хотя на севере может встречаться и на меньшей глубине. Максимальная глубина обитаия, в зависимости от источников, 366 или 407 м. Исключение составляет первый год жизни, когда молодь ведёт пелагический образ жизни, прежде чем завершившиеся физиологические изменения позволяют ей опуститься на дно.

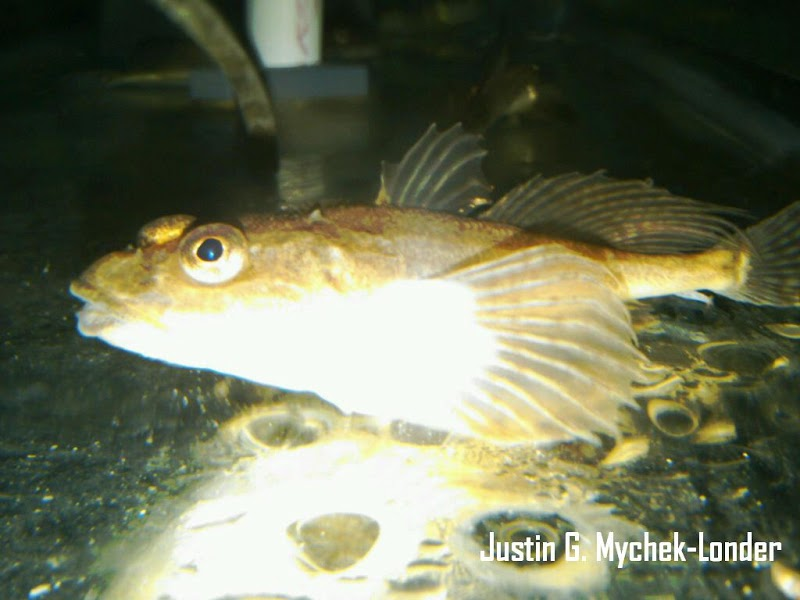
Myoxocephalus thomsonii, поднятый тралом с глубины 110 м в озере Мичиган

Большая глубина обитания означает, что рыба проводит жизнь в темноте, ниже слоёв, куда проникает солнечный свет. Обитает на субстратах, состоящих из мелких однородных частичек глины и песка, реже — в сочетании с илом и камнями. Икру откладывает на больших глубинах, однако вылупившиеся мальки поднимаются ближе к поверхности.
Диета в основном состоит из ракообразных, среди которых большая часть приходится на долю бокоплавов Diporeia hoyi и Mysis relicta. Естественные враги — хищные рыбы: озёрный голец-кристивомер и налим.

## Распространение и охранный статус
Эндемик Северной Америки, встречающийся преимущественно в Канаде, а за её пределами — только в американской части акваторий Великих озёр. В Канаде распространён в бассейнах Северного Ледовитого океана и реки Святого Лаврентия с Великими озёрам, от западного Квебека до Альберты и Северо-Западных территорий. Ареал сильно раздроблен, что продиктовано процессом формирования озёр Канады в ходе отступления последнего ледника. Рыб данного вида часто находят вместе с реликтовыми ракообразными вида Mysis relicta и рода Diporeia. Из Великих озёр распространён в основном в Верхнем, Гуроне и Мичигане и редко встречается в Эри и Онтарио. Иногда заплывает в реки, соединяющие Великие озёра, несмотря на их мелководность. Ранее большие популяции имелись в большинстве глубоких озёр Канады, включая Большое Невольничье, Большое Медвежье, Нипигон в провинции Онтарио и Уотертон в Альберте.
Международный союз охраны природы рассматривает Myoxocephalus thompsonii как вид, вызывающий наименьшие опасения. В то же время, в условиях раздробленного ареала, который к тому же быстро сокращается, вид включён в число вымирающих в Канаде. Служба охраны рыбных ресурсов и диких животных США не включает вид в число охраняемых, но в штате Нью-Йорк он рассматривается как вымирающий.